# Emiliano Díaz Castro
Emiliano Díaz Castro (Fasnia, 1 de maig de 1901 - Mèxic D.F., 23 de febrer de 1981) va ser un advocat i polític espanyol.
Llicenciat en Dret per la Universitat de la Laguna, militant del Partit Socialista Obrer Espanyol (PSOE) des de 1917, formant part del sector caballerista. Va fundar l'agrupació socialista de Tenerife que va presidir durant la Segona República i va ser membre de la lògia maçònica "Azaña nº 270". Va ser candidat del PSOE a diputat en les eleccions generals de 1933, sense obtenir escó.
Va ser detingut el 1933 i acusat sense proves de fomentar la violència en els seus actes públics en la població d'Hermigua, on un enfrontament entre obrers i Guàrdia Civil va produir dos morts entre les forces de l'ordre. Va ser posat en llibertat sense càrrecs poc després. Dels 36 acusats, cinc van ser condemnats a mort i executats i vuit més van desaparèixer poc després d'ocupar els revoltats la població en la Guerra Civil. També va ser detingut per la seva participació en la revolució de 1934.
Va ser elegit diputat en les eleccions de 1936 dins de la candidatura del Front Popular. Quan es va produir el cop d'estat del 18 de juliol de 1936 que va donar origen a la Guerra Civil es trobava de viatge amb vaixell des de Canàries a Barcelona. Quan va arribar a destinació, ocupada Canàries pels revoltats, va romandre a Catalunya on va presidir l'agrupació socialista dels refugiats canaris de la guerra, juntament amb Guillermo Ascanio va crear el Batalló Canàries del Cinquè Regiment i va ocupar diversos llocs de responsabilitat pública com advocat de l'Estat i agregat civil de l'Estat Major Central.
Finalitzada la guerra es va exiliar a França i, després, a Mèxic, on va crear i va gestionar la llibreria Nivaria al no poder exercir la seva professió. El 1973 va tornar a Tenerife per a recuperar el seu títol d'advocat, i el 1979 va rebre diversos homenatges a Canàries. Va morir d'un atac de cor mentre sentia per la televisió el cop d'estat del 23 de febrer de 1981. Un carrer de la seva localitat natal porta el seu nom.